# Gossa (île)
Gossa est une île appartenant à la commune de Aukra, du comté de Møre og Romsdal, dans la mer de Norvège.

## Description

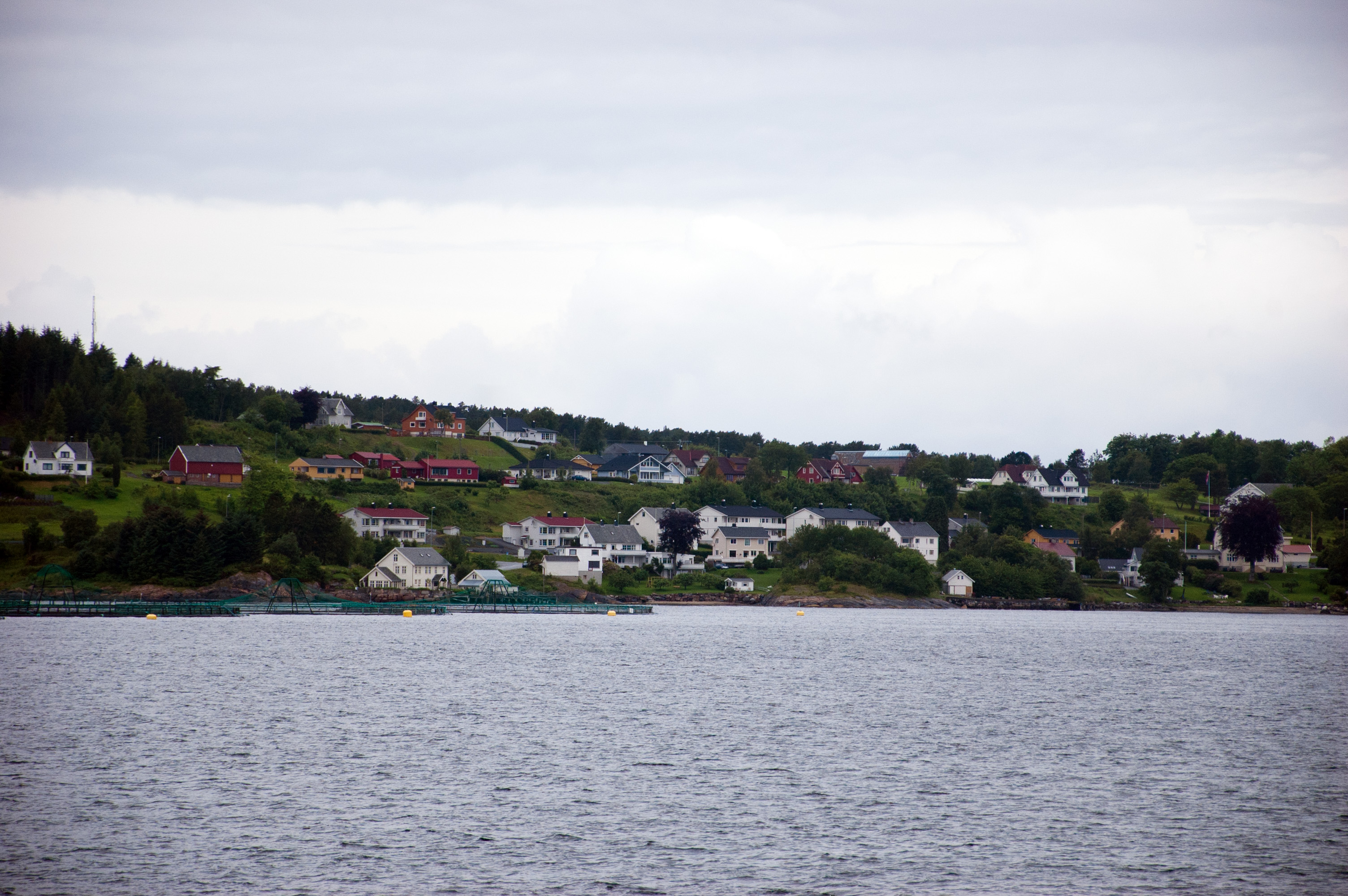
Vue du village d'Aukrasanden

Celle grande île de 46,5 km2 est situé au bout de la péninsule de Romsdal et englobe la majeure partie de la municipalité d'Aukra et dispose d'une liaison par ferry depuis le village d'Aukrasanden (en) à travers le détroit de Julsundet jusqu'au village de Hollingen (en) sur le continent. Environ 80 % de la population municipale (environ 2 500 personnes) est située sur l'île.
L'île est plate et marécageuse, mais elle est très cultivée par des terres agricoles. Il y a aussi quelques forêts plantées. 
Les plus grands centres de population de l'île sont les villages d'Aukrasanden et Varhaugvika (en) du côté sud-est et le village de Røssøyvågen (en) du côté ouest. La société Aukra Auto (en) gère un service de bus sur l'île.

## Histoire
On y habite au moins depuis la dernière partie du Néolithique. En 1998, les traces de deux maisons longues de la préhistoire ont été découvertes près de l' église d'Aukra (no). Les maisons longues avaient des poteaux creusés dans le sol et pouvaient mesurer jusqu'à 30 mètres de long. Il s'agit de la plus grande maison préhistorique découverte à Romsdal. Entre les deux maisons, des fosses de cuisson ont été découvertes qui indiquent quelles activités ont eu lieu dans la cour. La datation au carbone 14 du charbon de bois des trous de poteaux suggère que les maisons ont été utilisées dans les premiers siècles après J.-C. À proximité, des traces d'un champ labouré à l'araire ont été trouvées.
Durant la Seconde guerre mondiale, la majorité de l'île de Gossa a été réquisitionnée pour un aéroport par les forces allemandes. Celui-ci avait pour but de sécuriser la liaison entre Trondheim et Bergen et devait être utilisable dans toutes les conditions météorologiques. Il était destiné aux chasseurs et aux chasseurs-bombardiers. 
L'Orkneyinga saga raconte que le roi Gor de Finlande a subjugué toutes les îles norvégiennes, vers le VIIIe siècle, et une théorie a été avancée selon laquelle Gossen porte son nom (Gors-ey). On dit que Gor était l'ancêtre de Ragnvald Eysteinsson.

### Terminal gazier de Nyhamna
Le gaz naturel du champ gazier d'Ormen Lange est amené à terre à Nyhamna (en) sur la rive nord-est. Ici, le gaz est traité et pompé à travers le plus long pipeline sous-marin du monde, le pipeline Langeled, jusqu'à Easington au Royaume-Uni.

## Galerie

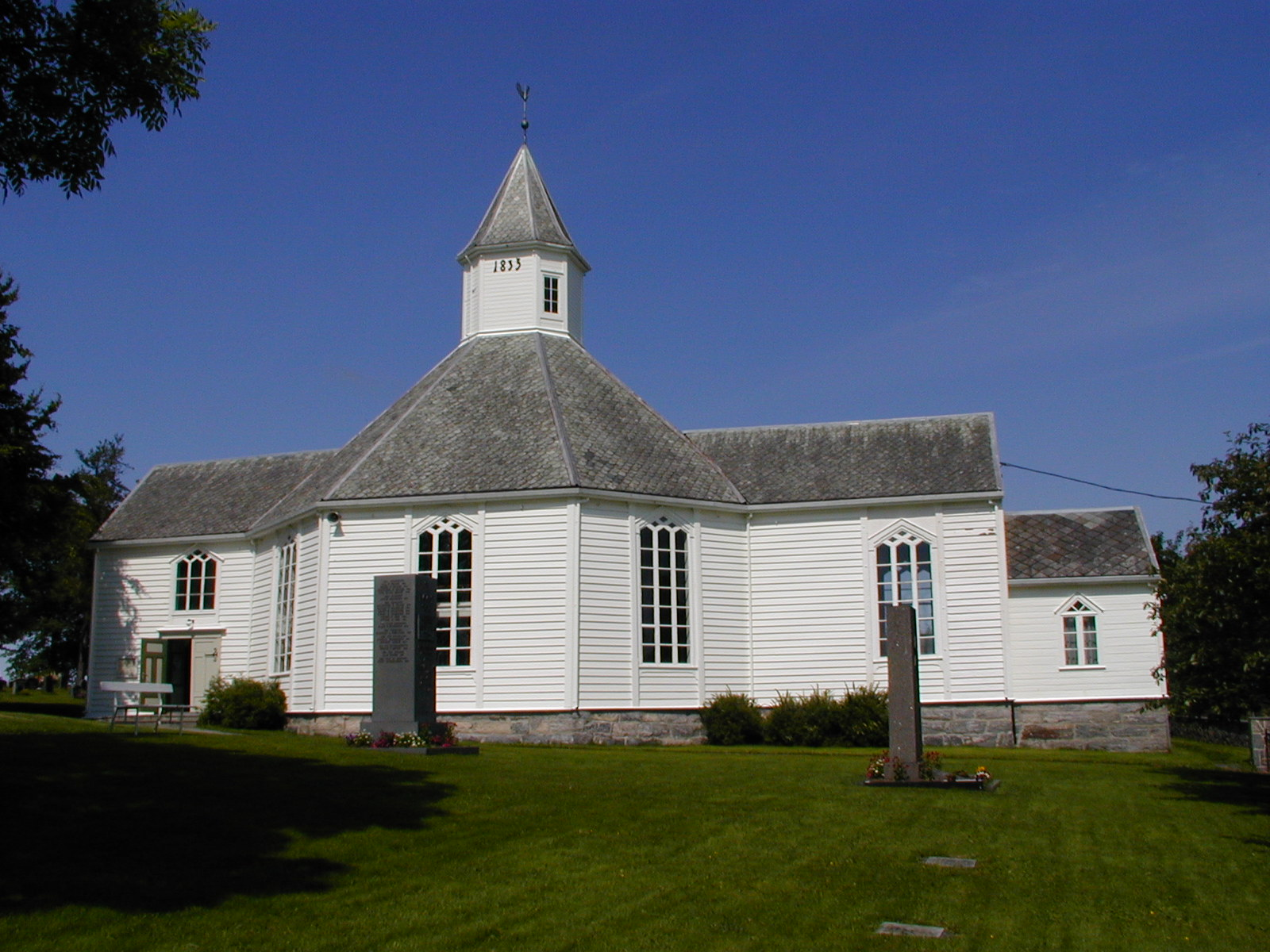
Eglise d'Aukra
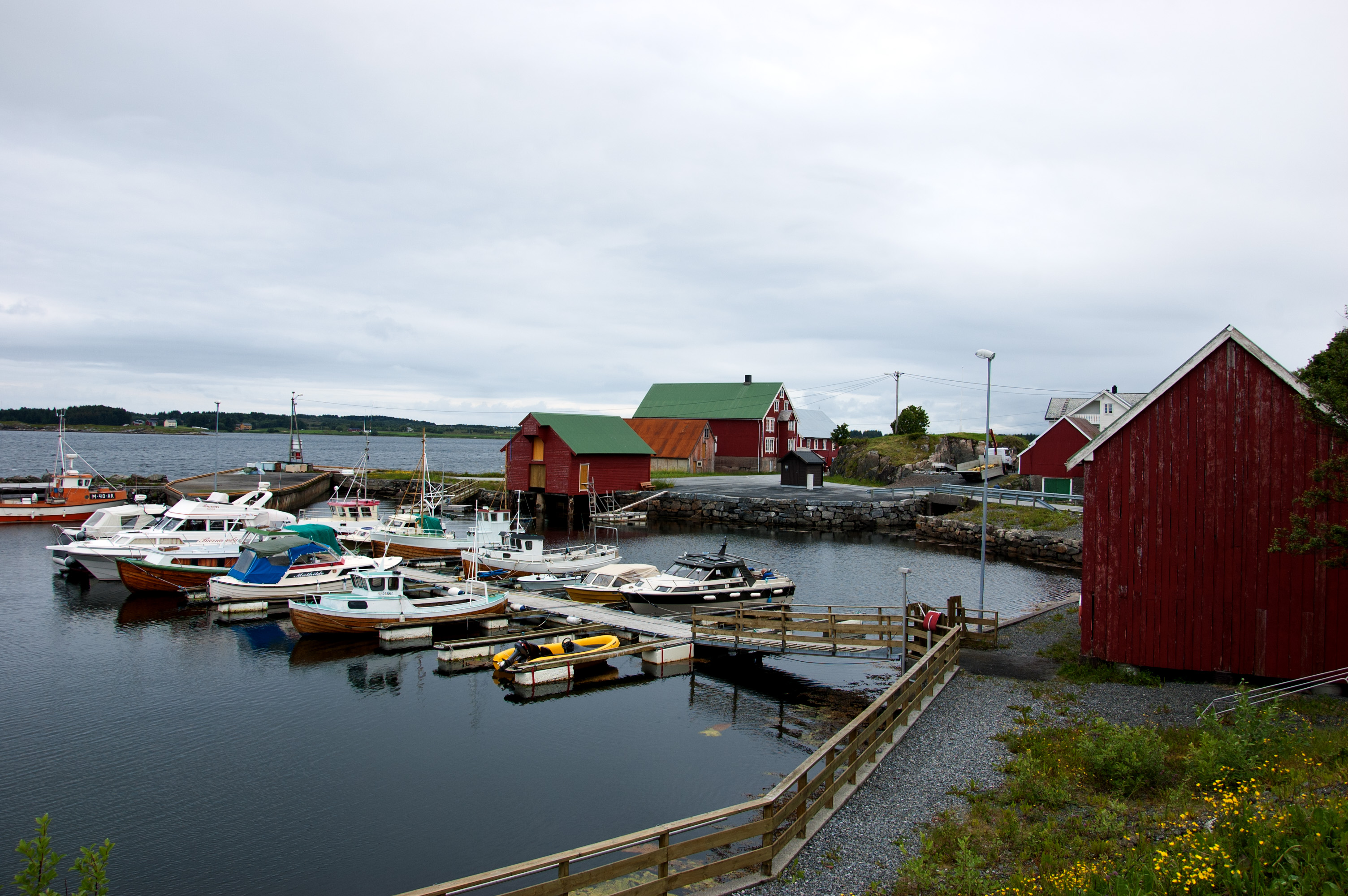
Port de RøssøyvågenGossen
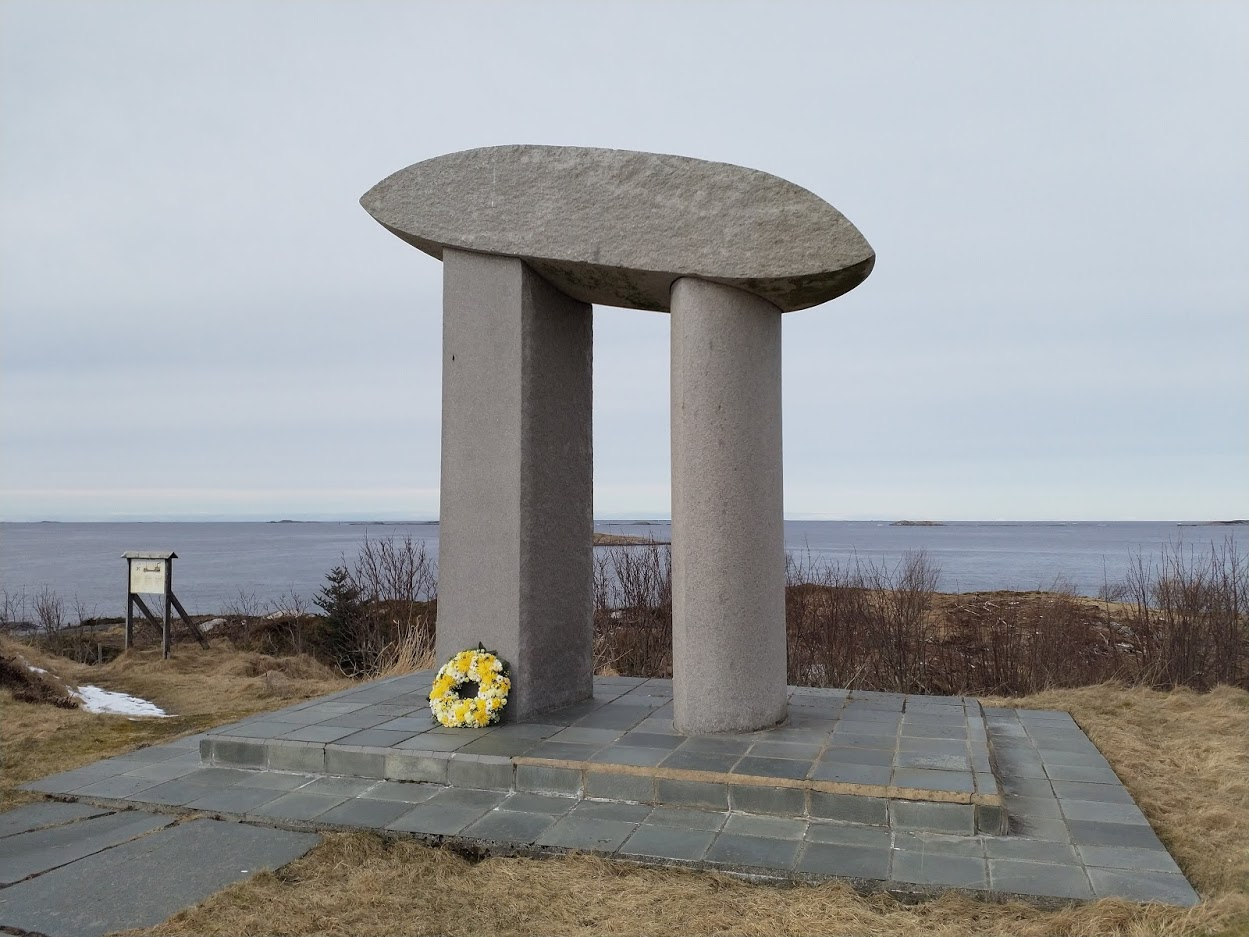